# Caenocryptoides flavescens
Caenocryptoides flavescens là một loài tò vò trong họ Ichneumonidae.